# Lescuraea iliamniana
Lescuraea iliamniana là một loài Rêu trong họ Leskeaceae. Loài này được E. Lawton mô tả khoa học đầu tiên năm 1957.